# ボクポートゥ太陽熱発電所
ボクポートゥ太陽熱発電所（ボクポートゥたいようねつはつでんしょ。英語、Bokpoort concentrated solar power。略称、Bokpoort CSP）は、南アフリカ共和国北西部の北ケープ州に設置されている、太陽光を熱源として発電を行う施設の1つである。

## 施設
ボクポートゥ太陽熱発電所の敷地面積は3 km2に満たない。なお、55 MWの出力が可能とされているものの、公称出力は50 MWである

。
溶融塩を用いた蓄熱設備も併設されており、その容量は1300 MWhtであり、これは当発電所を最大出力で約9.3 時間稼動できる容量に当たる

。

## 歴史
ボクポートゥ太陽熱発電所は2013年7月に建設が開始された。建設には、Acciona社やSENER社などが共同で当たった

。
そして、2015年11月13日に開業した。なお、開業当初はSouth African Gridに接続されていた

。
2016年3月25日には、当発電所を含めた南アフリカ共和国の太陽エネルギーを利用した発電施設群は、いわゆる「再生可能エネルギー」によって作られた電力を、約161 時間にわたって連続して供給し続けたという、アフリカにおける新記録を達成した

。
ただ、ボクポートゥ太陽熱発電所がSouth African Gridに接続されていたのは、開業後29ヶ月間だけだった。